# Amory N. Hardy
Amory N. Hardy nebo A. N. Hardy (17. července 1834, New Gloucester – 24. února 1911, Massachusetts) byl americký fotograf působící v 19. století v Bostonu, Massachusetts. Měl vlastní fotografické studio ve Winter Street (asi v období 1873–1878) a ve Washington Street (asi v období 1868 a 1879–1887).

## Sbírky
Příklady veřejných sbírek, které obsahují umělcova díla:
- Boston Athenaeum[5]
- Boston Public Library
- Dennis Historical Society, Dennis, Massachusetts[6]
- Harvardova univerzita[7]
- Hingham Historical Society, Hingham, Massachusetts
- Historic New England
- International Center of Photography[8]
- Massachusetts Historical Society
- New York Public Library[9]
- US Library of Congress[10]
- US National Portrait Gallery[11]

## Galerie

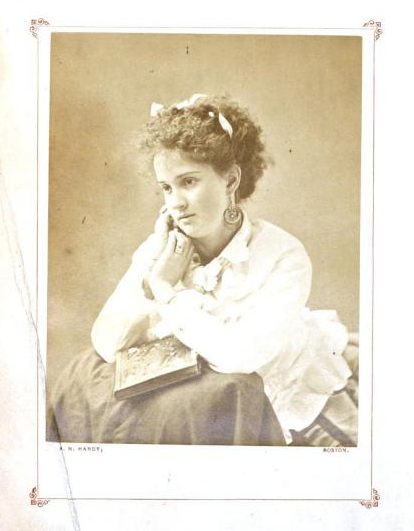
Amory N. Hardy: Portrét neznámé dívky, 1872
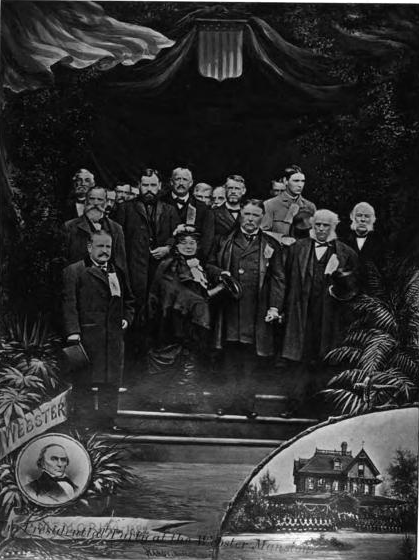
A. N. Hardy: Americký prezident Chester A. Arthur, dům Daniela Webstera, Marshfield, Massachusetts, 1882
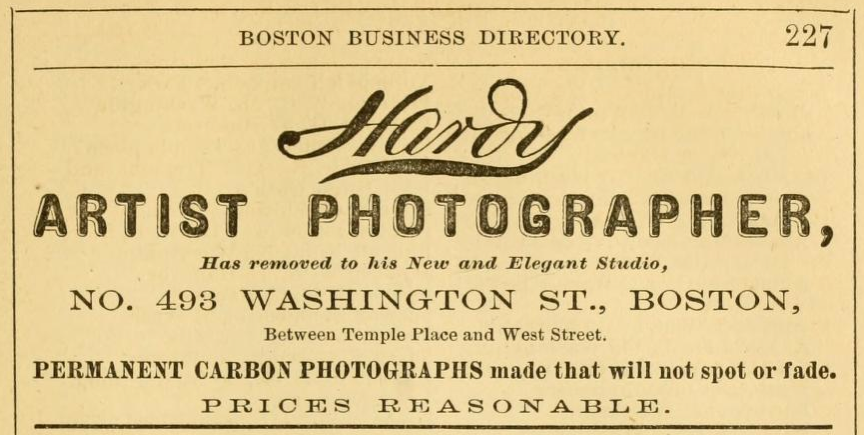
Inzerát: Hardy, výtvarný fotograf se přestěhoval do nového elegantního studia..., Boston Directory, 1879
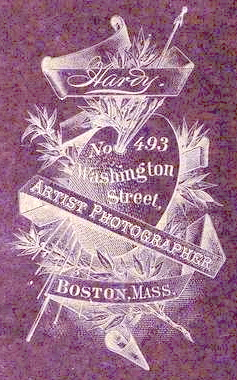
Logo Hardy, výtvarný fotograf